# HTML-атрибут
АТРИБУТ (від латин. attributum — додане) — невід'ємна, необхідна для забезпечення цілісності об'єкта, суб'єкта (предмета) властивість, його частина, додаток. Атрибути - це поля даних, які відносяться до файлу, але не є його частиною. Вони не враховуються при підрахунку розміру файлу і можуть бути скопійовані або видалені без зміни самого файлу. Система використовує атрибути для зберігання, наприклад, розміру ,типу файлу, дати його останньої зміни тощо. Так само й у в інших операційних системах. Відмінність полягає в тому, що Ви можете додати будь-який атрибут до будь-якого файлу, потім відобразити і зробити його таким , що можна редагувати у вікні Tracker. Вам потрібно лиш визначити якого типу атрибут Ви бажаєте додати до файлу (наприклад: стрічка, ціле число і час), дати визначення і опис. Питання для чого потрібний атрибут → він вказує шлях, або маршрут браузеру, атрибут вказує тегу куди розмістити текст, який повинен бути список тощо. Які бувають атрибути → конкретний який потрібний для конкретного тегу, і загальний або спільний, який використовується для абзацу, для заголовку, для таблиці. Ну що ж в принципі все, є атрибути які можна додавати до будь-якого тегу, а є конкретні які додають до конкретного тегу, добавлю що атрибут “align” вважають застарілим, але так можна сказати що сама мова гіпертекстової розмітки HTML застаріла, і не потрібна коли присутні системи управління контентом.

Атрибути завжди записуються всередині тегу, після них іде знак рівності і деталі атрибуту, укладені в подвійні лапки. Крапка з комою після атрибуту служить для поділу команд різних стилів.

Атрибути бувають різні. Перший атрибут це style / стиль. За допомогою цього атрибуту ви можете налаштовувати відображення вашого web-сайту. Наприклад, колір фону / background colour:

```
<html>

<head>

                    
</head>

                    
<body style="background-color:#ff0000;">

                    
</body>

         
</html>
```

виведе в браузері сторінку червоного кольору. Різні атрибути можуть застосовуватися для більшості тегів.
У таких тегах, як body, ви будете часто використовувати атрибути, а, наприклад, в тегу br - рідко, оскільки перенесення рядка це зазвичай перенесення рядка без будь-яких уточнюючих параметрів.

Є безліч тегів, є й багато атрибутів. Є атрибути, призначені спеціально для якогось певного тегу, а інші можна використовувати в різних тегах. І навпаки: деякі теги можуть мати тільки один якийсь певний атрибути, в той час як інші теги - кілька атрибутів.